# Modello a permeabilità variabile
Il modello a permeabilità variabile (Varying Permeability Model o VPM) è un algoritmo di decompressione definito da D.E. Yount e usato nella subacquea sportiva e commerciale. È stato definito in seguito all'osservazione della formazione di bolle gassose nei sistemi esposti a pressione. Nel 1986 questo modello è stato applicato dai ricercatori della University of Hawaii per calcolare alcune tabelle di decompressione.
Il VPM presume che microscopici nuclei gassosi sia sempre presenti sia nell'acqua che nei tessuti che la contengono. Ogni nucleo più grande di una dimensione critica specifica, relativa alla massima profondità raggiunta, crescerà durante la decompressione (e quindi durante la risalita). Il modello ha lo scopo di minimizzare il volume totale di queste bolle mantenendo la pressione esterna larga e la pressione parziale dei gas inerti respirati bassa durante la decompressione.

### Ricerche principali
- Yount, D.E. and Hoffman, D.C. 1984. Decompression theory: A dynamic critical-volume hypothesis. In: Bachrach A.J. and Matzen, M.M. eds. Underwater physiology VIII: Proceedings of the eighth symposium on underwater physiology. Undersea and Hyperbaric Medical Society|Undersea Medical Society, Bethesda, 131-146.
- D.E. Yount, Hoffman, D.C., On the use of a bubble formation model to calculate diving tables., in Aviat Space Environ Med., vol. 57, n. 2, 1986,  pp. 149-156, ISSN 0095-6562 (WC · ACNP), PMID 3954703.
- Yount, D.E. and Hoffman, D.C. 1989. On the use of a bubble formation model to calculate nitrogen and helium diving tables. In: Paganelli, C.V. and Farhi, L.E. eds. Physiological functions in special environments. Springer-Verlag, New York, 95-108.
- Yount, D.E., Maiken, E.B., and Baker, E.C. 2000. Implications of the Varying Permeability Model for Reverse Dive Profiles. In: Lang, M.A. and Lehner, C.E. (eds.). Proceedings of the Reverse Dive Profiles Workshop. Archiviato il 26 aprile 2012 in Internet Archive. Smithsonian Institution, Washington, D.C. pp. 29–61.

### Altre ricerche sul modello
- J.S. D'Arrigo, Improved method for studying the surface chemistry of bubble formation., in Aviat Space Environ Med., vol. 49, n. 2, 1978,  pp. 358-361, ISSN 0095-6562 (WC · ACNP), PMID 637789.
- Kunkle, T.D. 1979. Bubble nucleation in supersaturated fluids. Univ. of Hawaii Sea Grant Technical Report UNIHI-SEAGRANT-TR-80-01. Pp. 108.
- C.V. Paganelli, Strauss, R.H., and Yount, D.E., Bubble formation within decompressed hen's eggs, in Aviat Space Environ Med., vol. 48, n. 1, 1978,  pp. 48-49, ISSN 0095-6562 (WC · ACNP), PMID 831713.
- R.H. Strauss, Bubble formation in gelatin: Implications for prevention of decompression sickness, in Undersea Biomed. Res., vol. 1, n. 2, 1974,  pp. 169-174, ISSN 0093-5387 (WC · ACNP), OCLC 2068005, PMID 4469188. URL consultato il 16 aprile 2008 (archiviato dall'url originale il 26 aprile 2012).
- R.H. Strauss, Kunkle, T.D., Isobaric bubble growth: A consequence of altering atmospheric gas, in Science, vol. 186, 1974,  pp. 443-444, ISSN 0193-4511 (WC · ACNP), OCLC 5206521, PMID 4413996. URL consultato il 16 aprile 2008.
- D.E. Yount, Kunkle, T.D., Gas nucleation in the vicinity of solid hydrophobic spheres, in Journal of Applied Physics, vol. 46, 1975,  pp. 4484-4486, ISSN 0021-8979 (WC · ACNP). URL consultato il 16 aprile 2008 (archiviato dall'url originale il 24 febbraio 2013).
- D.E. Yount, Strauss, R.H., Bubble formation in gelatin: A model for decompression sickness, in Journal of Applied Physics, vol. 47, 1976,  pp. 5081-5089, ISSN 0021-8979 (WC · ACNP). URL consultato il 16 aprile 2008 (archiviato dall'url originale il 23 febbraio 2013).
- D.E. Yount, Kunkle, T.D., D'Arrigo, J.S., Ingle, F.W., Yeung, C.M., and Beckman, E.L., Stabilization of gas cavitation nuclei by surface-active compounds, in Aviat Space Environ Med., vol. 48, n. 3, 1977,  pp. 185-191, ISSN 0095-6562 (WC · ACNP), PMID 856151.
- D.E. Yount, Skins of varying permeability: a stabilization mechanism for gas cavitation nuclei [collegamento interrotto], in J. Acoust. Soc. Am., vol. 65, 1979,  pp. 1429-1439, ISSN 1520-8524 (WC · ACNP). URL consultato il 16 aprile 2008.
- D.E. Yount, Yeung, C.M., and Ingle, F.W., Determination of the radii of gas cavitation nuclei by filtering gelatin [collegamento interrotto], in J. Acoust. Soc. Am., vol. 65, 1979,  pp. 1440-1450, ISSN 1520-8524 (WC · ACNP). URL consultato il 16 aprile 2008.
- D.E. Yount, Application of a bubble formation model to decompression sickness in rats and humans, in Aviat Space Environ Med., vol. 50, n. 1, 1979,  pp. 44-50, ISSN 0095-6562 (WC · ACNP), PMID 217330.
- Yount, D.E. 1979. Multiple inert-gas bubble disease: a review of the theory. In: Lambertsen, C.J. and Bornmann, R.C. eds. Isobaric Inert Gas Counterdiffusion Workshop Archiviato il 20 agosto 2008 in Internet Archive.. Undersea Medical Society, Bethesda, 90-125.
- D.E. Yount, Lally, D.A., On the use of oxygen to facilitate decompression, in Aviat Space Environ Med., vol. 51, n. 6, 1980,  pp. 544-550, ISSN 0095-6562 (WC · ACNP), PMID 6774706.
- D.E. Yount, Application of a bubble formation model to decompression sickness in fingerling salmon, in Undersea Biomed. Res., vol. 8, n. 4, 1981,  pp. 199-208, ISSN 0093-5387 (WC · ACNP), OCLC 2068005, PMID 7324253. URL consultato il 16 aprile 2008 (archiviato dall'url originale il 4 maggio 2018).
- D.E. Yount, Yeung, C.M., Bubble formation in supersaturated gelatin: a further investigation of gas cavitation nuclei [collegamento interrotto], in J. Acoust. Soc. Am., vol. 69, 1981,  pp. 702-708, ISSN 1520-8524 (WC · ACNP). URL consultato il 16 aprile 2008.
- D.E. Yount, On the evolution, generation, and regeneration of gas cavitation nuclei [collegamento interrotto], in J. Acoust. Soc. Am., vol. 71, 1982,  pp. 1473-1481, ISSN 1520-8524 (WC · ACNP). URL consultato il 16 aprile 2008.
- Yount, D.E. and Hoffman, D.C. 1983. On the use of a cavitation model to calculate diving tables. In: Hoyt, J.W., ed. Cavitation and multiphase flow forum-1983. New York: American Society of Mechanical Engineers, 65-68. ISBN 9993289434
- D.E. Yount, A model for microbubble fission in surfactant solutions, in J. Colloid and Interface Science, vol. 91, 1983,  pp. 349-360, ISSN 0021-9797 (WC · ACNP).
- D.E. Yount, Gillary, E.W., and Hoffman, D.C., A microscopic investigation of bubble formation nuclei [collegamento interrotto], in J. Acoust. Soc. Am., vol. 76, 1984,  pp. 1511-1521, ISSN 1520-8524 (WC · ACNP). URL consultato il 16 aprile 2008.
- D.E. Yount, On the elastic properties of the interfaces that stabilize gas cavitation nuclei, in J. Colloid and Interface Science, vol. 193, n. 1, 1997,  pp. 50-59, ISSN 0021-9797 (WC · ACNP), PMID 9299088.